# 明基蘇瓦
明基蘇瓦（1558年11月27日—1593年1月8日），緬甸東吁王朝的一位王子。他是國王南達勃因的長子，為王后Hanthawaddy Mibaya所生。
明基蘇瓦於1581年被南達勃因授予副王頭銜，成為緬甸王位的推定繼承人。1584年至1593年期間，他曾先後三次帶領緬甸軍隊入侵暹羅，但皆失敗。1593年，他在與暹羅軍隊交戰期間於素攀府陣亡。暹羅史料聲稱他是在與暹羅國王納黎萱决鬥的時候被殺死的，然而緬甸史料則記載他是被暹羅軍隊的大炮擊中而陣亡的。